# Sortilèges : Rage of Mages II
Sortilèges : Rage of Mages II (Rage of Mages II: Necromancer) est un jeu vidéo de rôle et de stratégie en temps réel développé par Nival Interactive et sorti en 1999 sur Windows.
Ce jeu ne constitue pas la suite en termes d'histoire du précédent opus Rage of Mages, mais une version du jeu en parallèle. Le moteur utilisé est identique à celui de la version précédente.

## Trame
Un groupe de nécromanciens a décidé de créer une armée de morts afin de renverser le pouvoir en place.